# پیامد (فیلم)
پیامد (اسپانیایی: El desenlace‎) یک فیلم درام اسپانیایی به کارگردانی خوان پینساس است که در سال ۲۰۰۵ منتشر شد. این فیلم در بیست و هفتمین دورهٔ جشنواره بین‌المللی فیلم مسکو به نمایش درآمد و سی و یکمین فیلم جنبش دگما ۹۵ محسوب می‌شود.

## بازیگران
- کارلوس باردم
- بئاتریس ریکو
- خوزه سانچو